# Sean Vendy
Sean Vendy (* 18. Mai 1996 in Kirkwall) ist ein englischer Badmintonspieler. 

## Karriere
Sean Vendy siegte 2014 bei den Slovak International. 2019 wurde er erstmals nationaler Meister. Bei den Slovenia International 2016 wurde er ebenso Dritter wie bei den Scottish Open 2017 und 2018. Im Doppel wurde er bei den All England 2020 und 2021 jeweils 17. 2021 qualifizierte er sich für die Olympischen Sommerspiele des gleichen Jahres im Doppel mit Ben Lane. Dort schieden sie in der Vorrunde aus.

## Sportliche Erfolge
| Saison | Veranstaltung                     | Disziplin | Platz | Name                      |
| ------ | --------------------------------- | --------- | ----- | ------------------------- |
| 2014   | Englische Meisterschaft U19 2014  | MD        | 1     | Sean Vendy / Ben Lane     |
| 2014   | Slovak International 2014         | MD        | 1     | Ben Lane / Sean Vendy     |
| 2014   | Italian Junior International 2014 | XD        | 1     | Sean Vendy / Lydia Powell |
| 2015   | German Junior International 2015  | MD        | 2     | Ben Lane / Sean Vendy     |
| 2015   | Englische Meisterschaft U19 2015  | MS        | 1     | Sean Vendy                |
| 2015   | Englische Meisterschaft U19 2015  | MD        | 1     | Sean Vendy / Ben Lane     |
| 2015   | Englische Meisterschaft 2015      | MD        | 3     | Ben Lane / Sean Vendy     |
| 2015   | Europameisterschaft U19 2015      | MD        | 2     | Ben Lane / Sean Vendy     |
| 2016   | Slovenia International 2016       | MD        | 3     | Ben Lane / Sean Vendy     |
| 2016   | Slovenia International 2016       | XD        | 3     | Sean Vendy / Sarah Walker |
| 2017   | Englische Meisterschaft 2017      | MD        | 2     | Ben Lane / Sean Vendy     |
| 2017   | Scottish Open 2017                | MD        | 3     | Ben Lane / Sean Vendy     |
| 2018   | Scottish Open 2018                | MD        | 3     | Ben Lane / Sean Vendy     |
| 2019   | Denmark International 2019        | MD        | 2     | Ben Lane / Sean Vendy     |
| 2019   | Polish Open 2019                  | MD        | 2     | Ben Lane / Sean Vendy     |
| 2019   | Englische Meisterschaft 2019      | MD        | 1     | Ben Lane / Sean Vendy     |
| 2020   | All England 2020                  | MD        | 17    | Ben Lane / Sean Vendy     |
| 2021   | All England 2021                  | MD        | 17    | Ben Lane / Sean Vendy     |
| 2021   | Olympische Spiele 2020            | MD        | 13    | Ben Lane / Sean Vendy     |